# Alexander Golokolosov
Alexander Golokolosov (em russo:Александр Голоколосов) (28 de janeiro de 1976) é um futebolista ucraniano que atua como atacante. Na Espanha, onde jogou 2 anos pelo Albacete Balompié, é também conhecido como Golo.
A partir de 2002 começou a migrar em curtas passagens em vários clubes ucranianos.
Atualmente joga no MFK Dubnica.